# Radio Basel
Radio Basel war ein privater Radiosender in der Region Basel und ging am 24. Oktober 2009 auf Sendung. Radio Basel hat dabei die Konzession und die Frequenzen des aufgekauften Vorgängers Radio Basel 1 übernommen. Gesendet wurde aus einem Studio in Basel. Der Sender ist nicht zu verwechseln mit dem historischen Radio Basel, das von 1926 bis 1972 auf Sendung war.
Am 9. Januar 2012 um Mitternacht wurde Radio Basel abgeschaltet. Wenige Tage später, am 13. Januar, ging der Nachfolgesender Energy Basel auf Sendung.

## Programm
Das Sendegebiet von Radio Basel umfasste die beiden Kantone Basel-Stadt und Basel-Landschaft, Teile der Kantone Aargau und Solothurn sowie das angrenzende Gebiet im baden-württembergischen Bezirk Freiburg. Der Sender richtete sich an ein erwachsenes Publikum und sendete mit acht Livestreams im Internet sowie auf UKW und auf DAB+ rund um die Uhr. Radio Basel bot einen Online-Service und stellte sein Programm auch über eine kostenlose Applikation für iPhone und iPad zur Verfügung: Neben allen Radioprogrammen, Podcasts und Nachrichten war zusätzlich die Wettervorhersage für die nächsten vier Tage zu sehen sowie die aktuelle Parkplatzsituation in den staatlichen Parkhäusern der Stadt Basel zu finden.
Zur vollen Stunde wurden jeweils die Nachrichten ausgestrahlt, zur halben Stunde die wichtigsten Schlagzeilen.

## Empfang
| Standort                 | Frequenz   |
| ------------------------ | ---------- |
| Basel                    | 101,7 MHz  |
| Laufental                | 95,9 MHz   |
| Liestal                  | 93,0 MHz   |
| Oberbaselbiet            | 88,4 MHz   |
| Fricktal                 | 88,2 MHz   |
| Kabel (UPC Schweiz, EBL) | 101,5 MHz  |
| Kabel (interGGA, EBM)    | 88,9 MHz   |
| Kabel (GGA Pratteln)     | 102,25 MHz |